# وا زک هایکال
وا زک هایکال (انگلیسی: Wan Zack Haikal bin Wan Noor؛ زادهٔ ۲۸ ژانویهٔ ۱۹۹۱) یک بازیکن فوتبال اهل مالزی است. وی همچنین در تیم ملی فوتبال مالزی بازی کرده‌است.